# El Hassi (Relizan)
El Hassi es un municipio (baladiyah) de la provincia o valiato de Relizan en Argelia. En abril de 2008 tenía una población censada de 2912 habitantes.
Se encuentra ubicado al noroeste del país, cerca de la costa del mar Mediterráneo y a poca distancia al oeste de la capital del país, Argel.